# Manoelův ostrov
Manoelův ostrov (maltsky Il-Gżira Manoel), dříve známý jako Biskupský ostrov nebo Isolotto, je malý ostrov, který je součástí obce Gżira u  přístavu Marsamxett v Centrálním regionu na Maltě. Je pojmenován podle portugalského velmistra Antónia Manoel de Vilhena, který ve 20. letech 18. století postavil na ostrově pevnost.

## Zeměpisná data

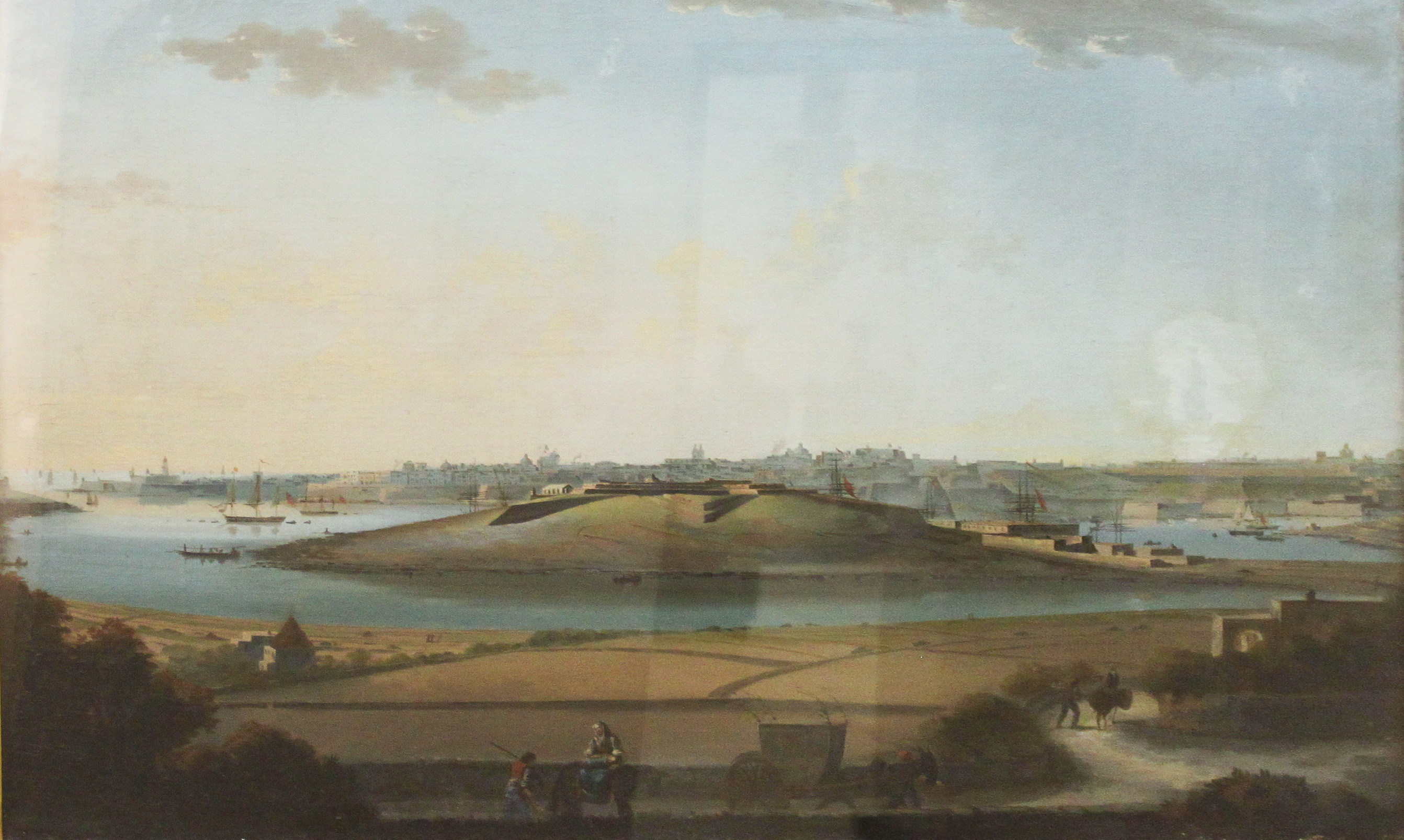
Pohled na Manoelův ostrov v 19. století

Manoelův ostrov je plochý ostrov ve tvaru připomínajícím list. Nachází se uprostřed přístavu Marsamxett s potoky Lazzaretto Creek na jihu a Sliema Creek na severní straně. Ostrov je spojen s ostrovem Maltou mostem a lze si jej prohlédnout z bašt hlavního města Valletty.

## Historie
V roce 1570 získala ostrov Katedrální kapitula v Mdině a stal se tak majetkem Maltské Arcidiecéze. Proto se mu v maltštině říkalo l'Isola del Vescovo nebo il-Gżira tal-Isqof (Biskupský ostrov). 

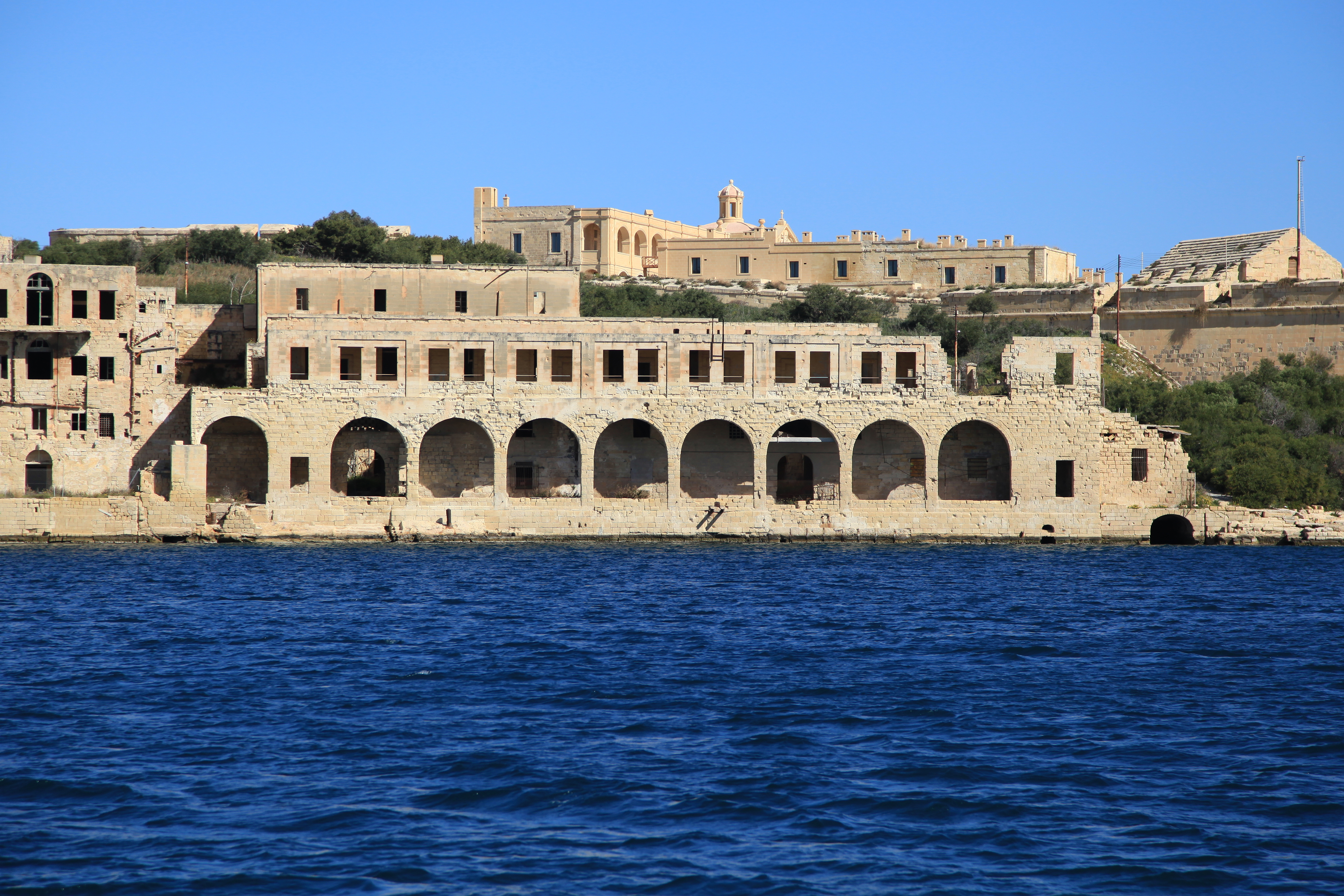
Lazzaretto

V roce 1592 zde byla během maltské morové epidemie postavena karanténní nemocnice známá jako Lazzaretto. Nemocnice byla postavena z dřevěných chatrčí a po odeznění nemoci byla zbořena. V roce 1643, za vlády  Giovanni Paolo Lascarise, velmistra Maltézského řádu byl ostrov vyměněn s církví za pozemky v maltském Rabatu a byla zbudována trvalá nemocnice Lazzaretto ve snaze zvládnout periodické přílivy moru a cholery, šířených z palub navštěvujících lodí. Byla využívána jako karanténní centrum, kam byli odváženi cestující z lodí v karanténě. Nemocnice byla následně vylepšena za vlády velmistrů Nicolase Cotonera, Gregorio Carafy a António Manoela de Vilheny.

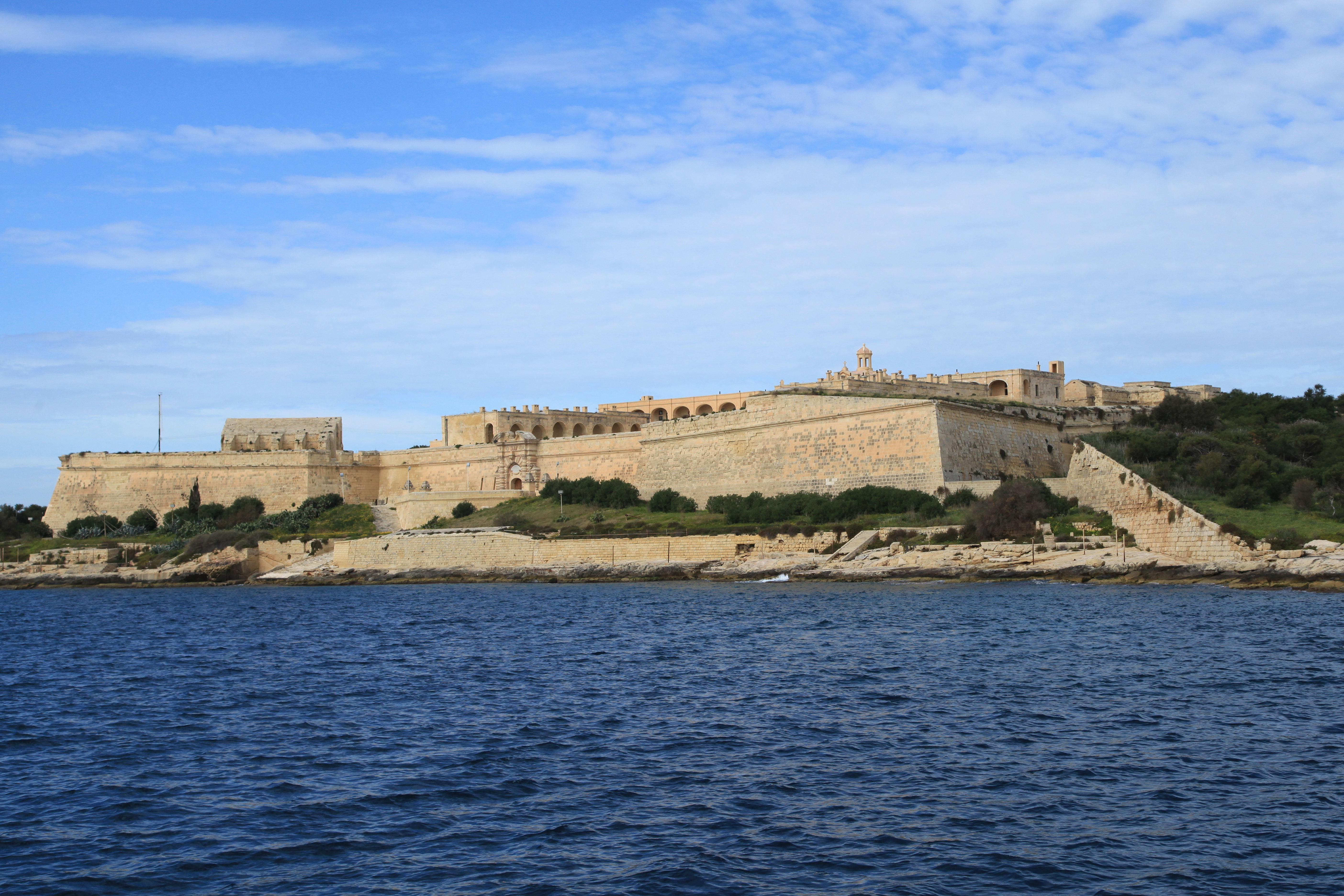
Pevnost Manoel

V letech 1723 až 1733 byla na ostrově portugalským velmistrem António Manoelem de Vilhena postavena nová bastionová pevnost. Byla pojmenována Fort Manoel po velmistrovi a celý ostrov byl v této době přejmenován. Pevnost je považována za typický příklad vojenského inženýrství 18. století a její původní plány jsou připisovány René Jacobovi de Tigné s úpravami kolegy Charlese Françoise de Mondion, který je pohřben v kryptě pod pevností. Pevnost má tvar velkého čtyřúhelníku, je v ní plocha pro pořádání přehlídek a podloubí. Kdysi zde byla i barokní kaple zasvěcená sv. Antonínu z Padovy. 
V období britské nadvlády bylo Lazzaretto nadále používáno a bylo rozšířeno během guvernérství Sira Henryho Bouverieho v letech 1837–1838. Krátce sloužilo k ubytování vojáků, ale v roce 1871 bylo přeměněno zpět na nemocnici. V 19. století zde byla některá příchozí pošta dezinfikována a prokuřována, aby se zabránilo šíření nemocí.
Během druhé světové války, kdy byla Malta předmětem dlouhé bitvy, byl ostrov Manoel a jeho pevnost používány jako námořní základna 10. ponorková flotily Britského Královského námořnictva, v té době to bylo označováno jako „HMS Talbot“ nebo „HMS Phœnicia“. Kaple sv. Antonína byla zničena po přímém zásahu bombardérů Luftwaffe v březnu roku 1942. Ostrov a pevnost zůstaly  po mnoho let opuštěné a Fort Manoel a Lazzaretto byly poničeny.

## Současnost

### Jachetní přístav a jachetní marina

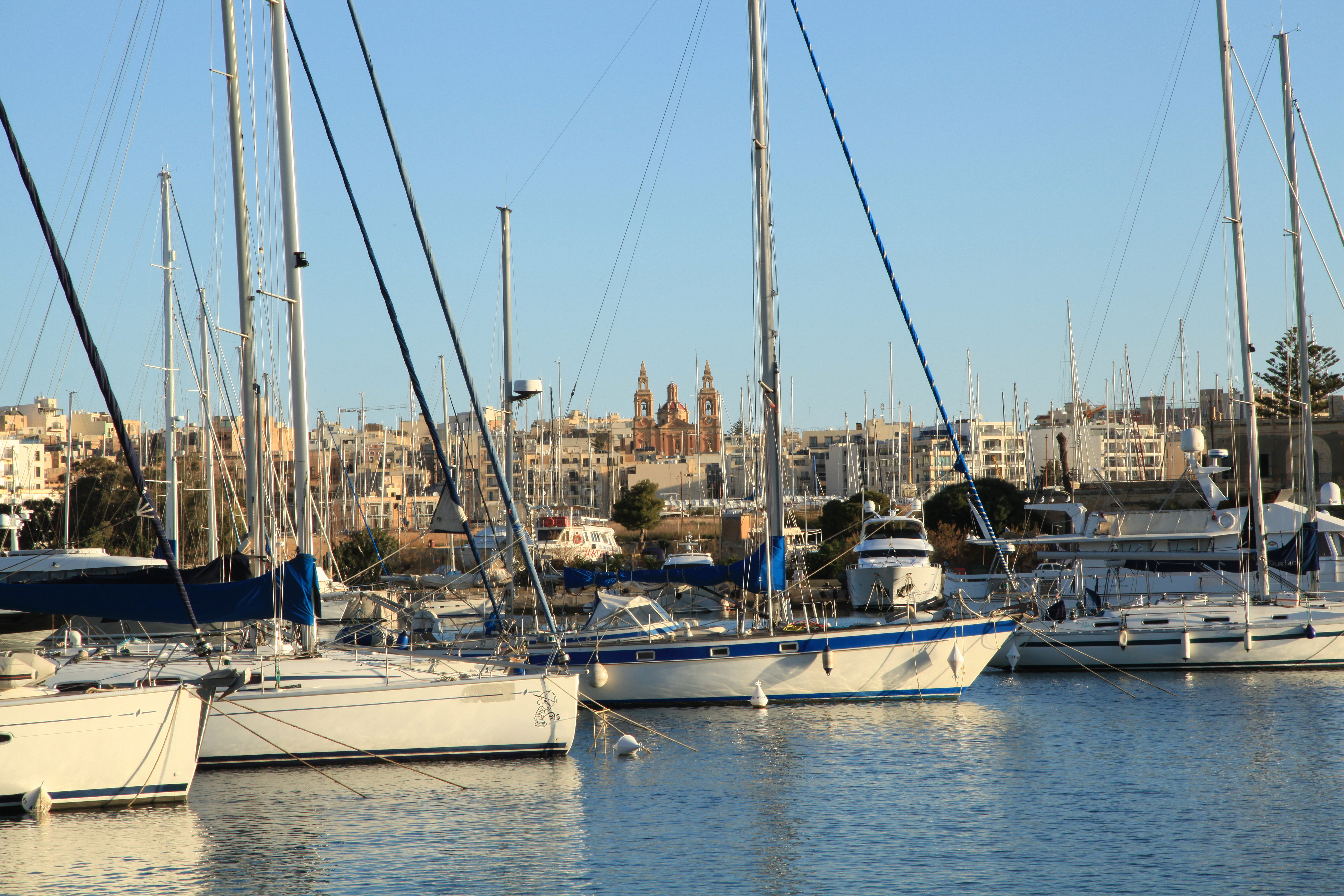
Yacht Marina

Na ostrově Manoel se nachází jachetní přístav a jachetní marína. Od roku 2011 je jachetní marína pod novým vedením a pojme plavidla až do délky 80 metrů. Má celkem 350 lodních míst.

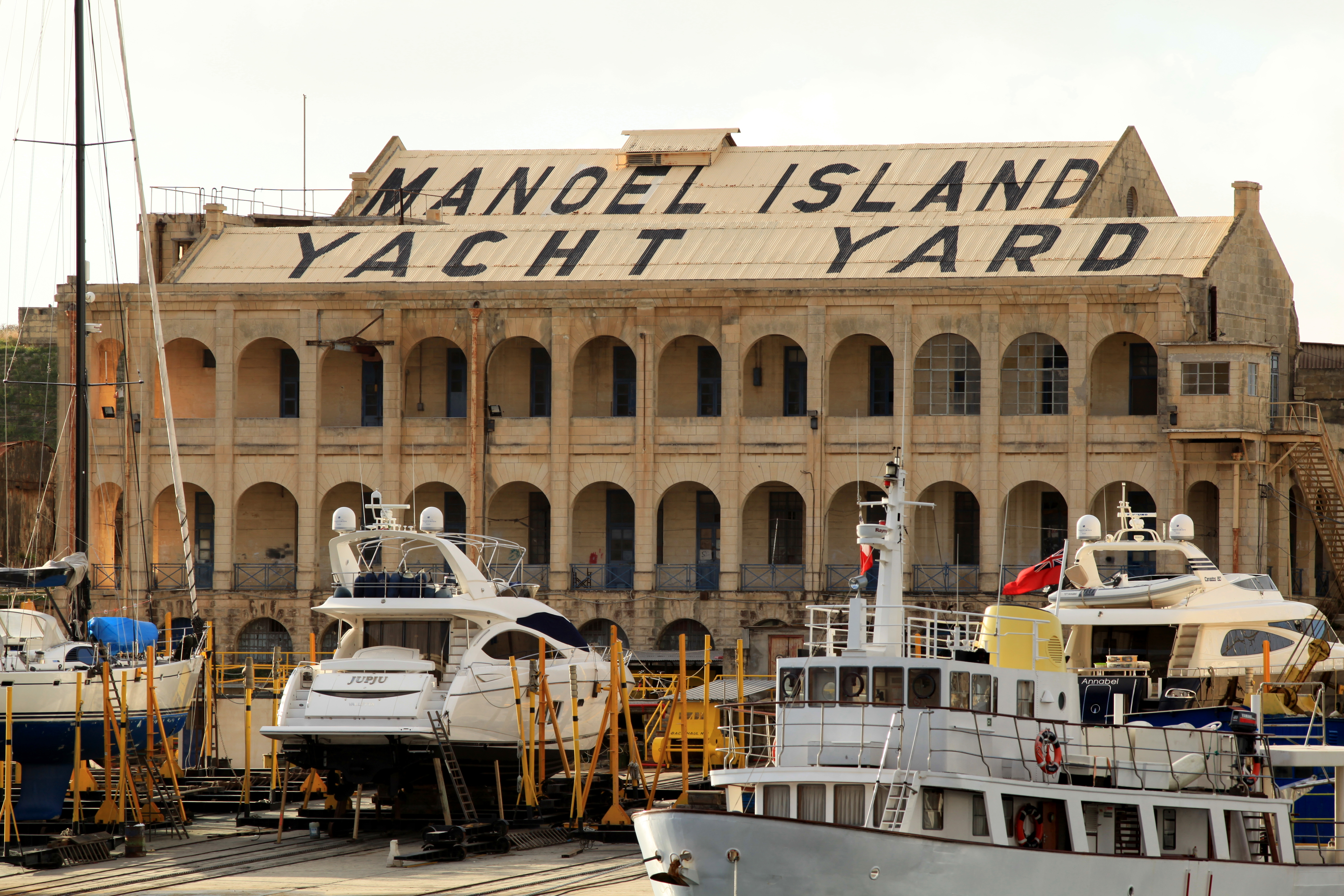
Yacht Yard

Jachetní přístav umožňuje kotvení jachet a katamaránů o délce až 50 metrů a výtlaku 500 tun. Loděnice nabízí skladování lodí, kotvení na vodě, opravy a kompletní úpravy.

### Kachní vesnice

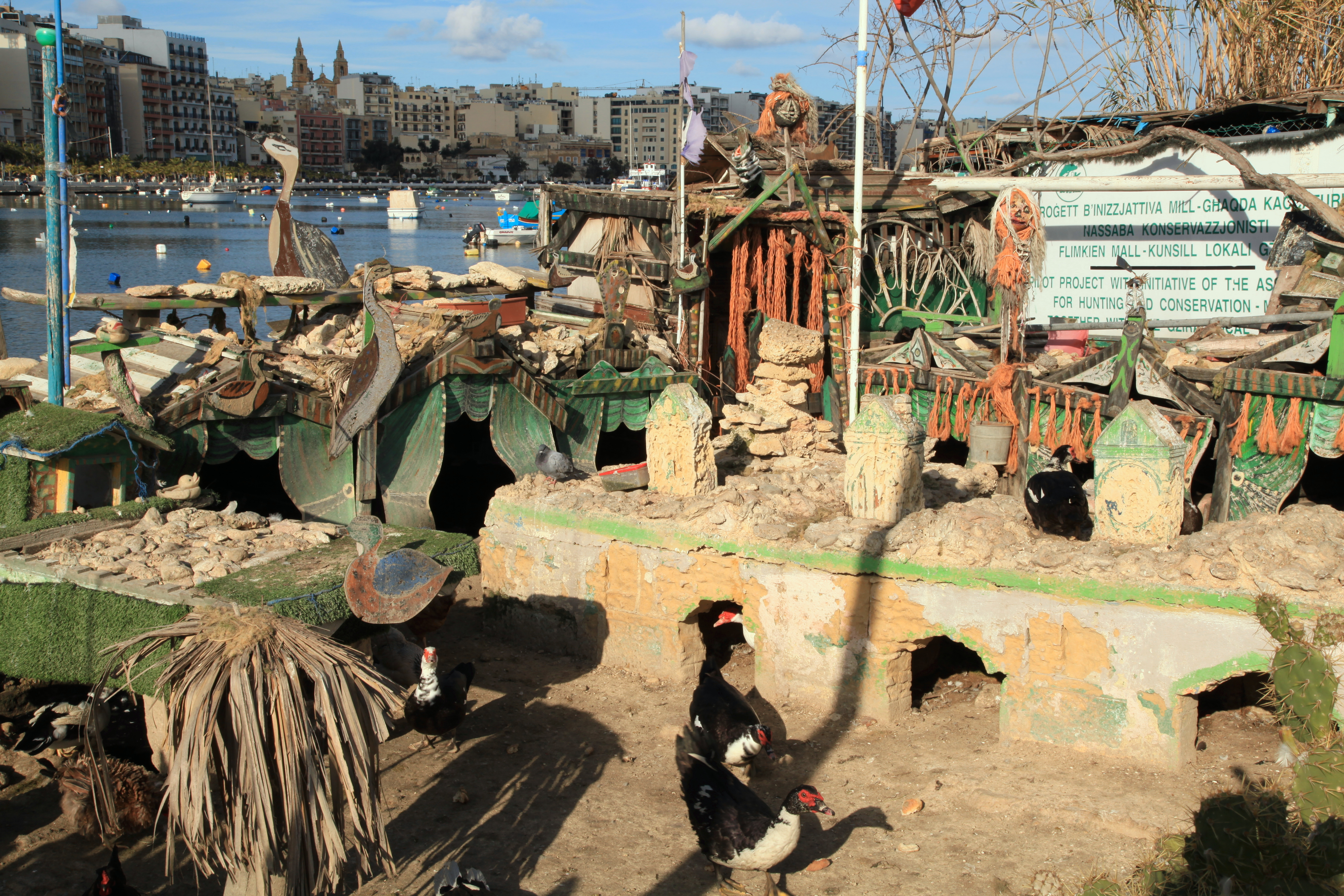
Kachní vesnice

Již několik let je na ostrově Manoel poblíž mostu spojujícího ostrov s hlavním ostrovem malebná, neformální rezervace pro kachny a další vodní ptactvo. Byla vytvořena a je udržována místním dobrovolníkem a je financována výhradně ze soukromých darů. Místo bylo v roce 2021 zdemolováno kvůli několika stížnostem obyvatel a aktivistů.